# Saison 1933-1934 des Canadiens de Montréal
Autres saisons
Saison précédente Saison suivante
La saison 1933-1934 de hockey sur glace est la 25e saison que jouent les Canadiens de Montréal. Ils évoluent alors dans la Ligue nationale de hockey et finissent à la 3e place au classement de la Division Canadienne.

## Saison régulière

### Classement

#### Division Canadienne
|                        | PJ | V  | D  | N  | BP  | BC  | Pts |
| ---------------------- | -- | -- | -- | -- | --- | --- | --- |
| Maple Leafs de Toronto | 48 | 26 | 13 | 9  | 174 | 119 | 61  |
| Canadiens de Montréal  | 48 | 22 | 20 | 6  | 99  | 101 | 50  |
| Maroons de Montréal    | 48 | 19 | 18 | 11 | 117 | 122 | 49  |
| Americans de New York  | 48 | 15 | 23 | 10 | 104 | 132 | 40  |
| Sénateurs d'Ottawa     | 48 | 13 | 29 | 6  | 115 | 143 | 32  |

#### Division Américaine
|                       | PJ | V  | D  | N  | BP  | BC  | Pts |
| --------------------- | -- | -- | -- | -- | --- | --- | --- |
| Red Wings de Détroit  | 48 | 24 | 14 | 10 | 113 | 98  | 58  |
| Blackhawks de Chicago | 48 | 20 | 17 | 11 | 88  | 83  | 51  |
| Rangers de New York   | 48 | 21 | 19 | 8  | 120 | 113 | 50  |
| Bruins de Boston      | 48 | 18 | 25 | 5  | 111 | 130 | 41  |

## Match après match

### Novembre
| No | Date        | Visiteur              | Score | Domicile               | Fiche | Pts |
| -- | ----------- | --------------------- | ----- | ---------------------- | ----- | --- |
| 1  | 9 novembre  | Red Wings de Détroit  | 1-2   | Les Canadiens          | 1-0-0 | 2   |
| 2  | 11 novembre | Les Canadiens         | 0-2   | Sénateurs d'Ottawa     | 1-1-0 | 2   |
| 3  | 14 novembre | Blackhawks de Chicago | 1-3   | Les Canadiens          | 2-1-0 | 4   |
| 4  | 18 novembre | Bruins de Boston      | 2-1   | Les Canadiens          | 2-2-0 | 4   |
| 5  | 21 novembre | Maroons de Montréal   | 0-5   | Les Canadiens          | 1-4-0 | 6   |
| 6  | 23 novembre | Sénateurs d'Ottawa    | 0-1   | Les Canadiens          | 4-2-0 | 8   |
| 7  | 25 novembre | Les Canadiens         | 1-0   | Maple Leafs de Toronto | 5-2-0 | 10  |
| 8  | 26 novembre | Les Canadiens         | 2-4   | Red Wings de Détroit   | 5-3-0 | 10  |
| 9  | 28 novembre | Les Canadiens         | 1-4   | Maroons de Montréal    | 5-4-0 | 10  |

### Décembre
| No | Date        | Visiteur               | Score | Domicile               | Fiche | Pts |
| -- | ----------- | ---------------------- | ----- | ---------------------- | ----- | --- |
| 10 | 2 décembre  | Americans de New York  | 1-3   | Les Canadiens          | 6-4-0 | 12  |
| 11 | 5 décembre  | Les Canadiens          | 2-5   | Bruins de Boston       | 6-5-0 | 12  |
| 12 | 7 décembre  | Les Canadiens          | 0-0   | Rangers de New York    | 6-5-1 | 13  |
| 13 | 9 décembre  | Rangers de New York    | 4-2   | Les Canadiens          | 6-6-1 | 13  |
| 14 | 12 décembre | Les Canadiens          | 1-1   | Sénateurs d'Ottawa     | 6-6-2 | 14  |
| 15 | 14 décembre | Maple Leafs de Toronto | 0-2   | Les Canadiens          | 7-6-2 | 16  |
| 16 | 16 décembre | Les Canadiens          | 1-3   | Maple Leafs de Toronto | 7-7-2 | 16  |
| 17 | 17 décembre | Les Canadiens          | 1-4   | Blackhawks de Chicago  | 7-8-2 | 16  |
| 18 | 23 décembre | Red Wings de Détroit   | 0-3   | Les Canadiens          | 8-8-2 | 18  |
| 19 | 28 décembre | Bruins de Boston       | 4-3   | Les Canadiens          | 8-9-2 | 18  |
| 20 | 30 décembre | Les Canadiens          | 2-2   | Maroons de Montréal    | 8-9-3 | 19  |

### Janvier
| No | Date       | Visiteur               | Score | Domicile              | Fiche   | Pts |
| -- | ---------- | ---------------------- | ----- | --------------------- | ------- | --- |
| 21 | 2 janvier  | Les Canadiens          | 2-3   | Rangers de New York   | 8-10-3  | 19  |
| 22 | 4 janvier  | Maple Leafs de Toronto | 1-4   | Les Canadiens         | 9-10-3  | 21  |
| 23 | 7 janvier  | Les Canadiens          | 0-4   | Americans de New York | 9-11-3  | 21  |
| 24 | 9 janvier  | Les Canadiens          | 3-2   | Maroons de Montréal   | 10-11-3 | 23  |
| 25 | 13 janvier | Sénateurs d'Ottawa     | 0-0   | Les Canadiens         | 10-11-4 | 24  |
| 26 | 16 janvier | Les Canadiens          | 0-4   | Bruins de Boston      | 10-12-4 | 24  |
| 27 | 20 janvier | Rangers de New York    | 4-5   | Les Canadiens         | 11-12-4 | 26  |
| 28 | 23 janvier | Americans de New York  | 2-6   | Les Canadiens         | 12-12-4 | 28  |
| 29 | 25 janvier | Les Canadiens          | 1-2   | Blackhawks de Chicago | 12-13-4 | 28  |
| 30 | 28 janvier | Les Canadiens          | 3-3   | Red Wings de Détroit  | 12-13-5 | 29  |

### Février
| No | Date        | Visiteur               | Score | Domicile               | Fiche   | Pts |
| -- | ----------- | ---------------------- | ----- | ---------------------- | ------- | --- |
| 31 | 1er février | Blackhawks de Chicago  | 3-3   | Les Canadiens          | 12-13-6 | 30  |
| 32 | 4 février   | Les Canadiens          | 2-0   | Americans de New York  | 13-13-6 | 32  |
| 33 | 6 février   | Les Canadiens          | 0-3   | Rangers de New York    | 13-14-6 | 32  |
| 34 | 8 février   | Maroons de Montréal    | 3-2   | Les Canadiens          | 13-15-6 | 32  |
| 35 | 10 février  | Les Canadiens          | 2-4   | Maple Leafs de Toronto | 13-16-6 | 32  |
| 36 | 11 février  | Les Canadiens          | 1-4   | Blackhawks de Chicago  | 13-16-7 | 32  |
| 37 | 15 février  | Rangers de New York    | 2-5   | Les Canadiens          | 14-17-6 | 34  |
| 38 | 20 février  | Maple Leafs de Toronto | 2-3   | Les Canadiens          | 15-17-6 | 36  |
| 39 | 22 février  | Maroons de Montréal    | 1-0   | Les Canadiens          | 15-18-6 | 36  |
| 40 | 24 février  | Blackhawks de Chicago  | 2-3   | Les Canadiens          | 16-18-6 | 38  |
| 41 | 27 février  | Les Canadiens          | 3-1   | Sénateurs d'Ottawa     | 17-18-6 | 40  |

### Mars
| No | Date     | Visiteur              | Score | Domicile              | Fiche   | Pts |
| -- | -------- | --------------------- | ----- | --------------------- | ------- | --- |
| 42 | 1er mars | Les Canadiens         | 1-3   | Bruins de Boston      | 17-19-6 | 40  |
| 43 | 3 mars   | Bruins de Boston      | 1-2   | Les Canadiens         | 18-19-6 | 42  |
| 44 | 6 mars   | Americans de New York | 0-3   | Les Canadiens         | 19-19-6 | 44  |
| 45 | 8 mars   | Les Canadiens         | 3-2   | Americans de New York | 20-19-6 | 46  |
| 46 | 10 mars  | Sénateurs d'Ottawa    | 2-3   | Les Canadiens         | 21-19-6 | 48  |
| 47 | 15 mars  | Red Wings de Détroit  | 4-1   | Les Canadiens         | 21-20-6 | 48  |
| 48 | 18 mars  | Les Canadiens         | 2-1   | Red Wings de Détroit  | 22-20-6 | 50  |

## Effectif

### Gardien de but
- Lorne Chabot

- Wilf Cude

### Défenseur
- Sylvio Mantha (capitaine)

- Gerry Carson

- Georges Mantha

- Marty Burke

- Léo Bourgeault

### Attaquants
- Aurèle Joliat
- Johnny Gagnon
- Armand Mondou
- Nick Wasnie
- Howie Morenz
- Wildor Larochelle
- Alfred Lépine
- Jack Riley
- Adélard Lafrance
- Samuel Godin
- Paul-Marcel Raymond
- John Portland

### Directeur Général
- Léo Dandurand

### Entraîneur
- Newsy Lalonde